# Johannes Ude
Johannes Ude (* 28. Februar 1874 in Sankt Kanzian am Klopeiner See, Kärnten; † 7. Juli 1965 in Grundlsee, Steiermark) war ein österreichischer römisch-katholischer Priester und Theologe, Lebensreformer, Vegetarier, Tierversuchs- und Atomkraftgegner, Pazifist, Natur- und Wirtschaftswissenschaftler. Er engagierte sich für die Freiwirtschaftslehre Silvio Gesells und ab 1938 in Österreich gegen die NS-Herrschaft. Udes teils radikale Ansichten und seine rhetorische Begabung führten zum Beinamen „Savonarola von Graz“.

## Leben

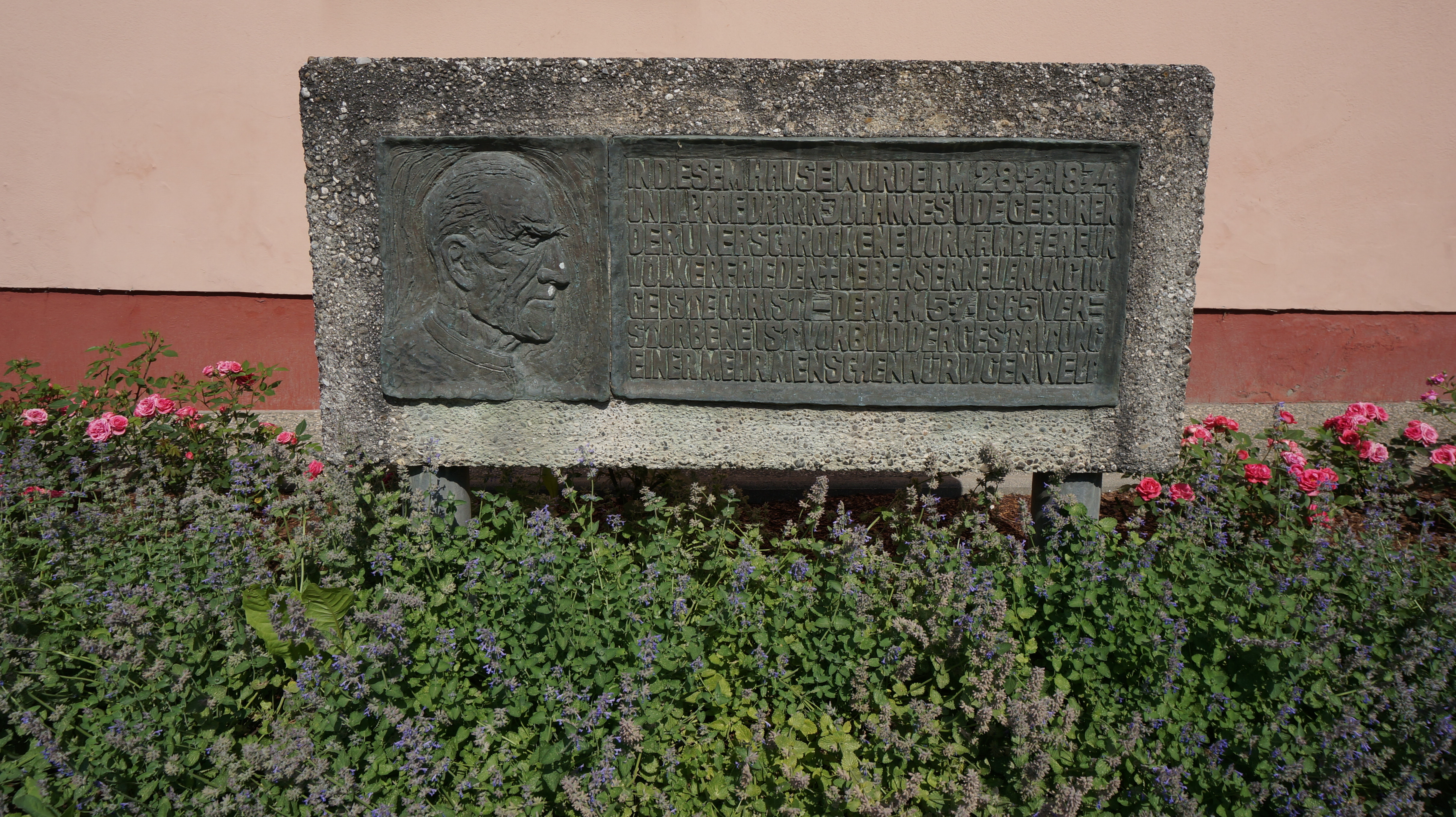
Gedenkstein in St. Kanzian

Johannes Ude kam als Sohn des Volksschullehrers Peter Ude und dessen Ehefrau Hedwig, geborene Bresnigg, zur Welt. Im Jahr 1876 zogen die Eltern mit ihren elf Kindern nach Sankt Margarethen bei Silberberg in der Steiermark. Dort absolvierte er drei Klassen am privaten Gymnasium des Benediktinerstifts Sankt Lambrecht und wechselte im  Anschluss daran an das private fürstbischöfliche Knabenseminar in Graz. Seine Matura legte er 1894 am Oberrealgymnasium Lichtenfels in Graz ab.
Bereits in seiner Kindheit, nicht zuletzt als Konviktist an der Klosterschule empfing Ude starke religiöse Impulse. Er wollte Priester werden und immatrikulierte sich nach der Reifeprüfung an der Gregoriana in Rom. Dort studierte er zunächst Philosophie, anschließend Theologie. Er wurde in beiden Fächern promoviert und empfing schließlich – ebenfalls in Rom – die Priesterweihe. Zusätzlich studierte er Naturwissenschaften und wurde 1907 zum dritten Mal promoviert. Anlässlich dieser Promotion kam es in Graz zu größeren Tumulten auf der Universität, denn Ude wurde es verwehrt, als Mitglied der K.Ö.H.V. Carolina Graz (damals im CV, ab 1933 im ÖCV) in Band und Mütze zu erscheinen. Bei seiner Auffahrt zur Universität zettelten Deutschnationale Burschenschafter eine Schlägerei an. Er beschwerte sich und erhielt daraufhin vom Rektor eine Rüge für sein „provozierendes“ Verhalten.
Bereits 1905 habilitierte er sich im Fachbereich Theologie mit einer Arbeit über die Spekulative Dogmatik. Nebenbei studierte Ude Wirtschaftswissenschaften (Promotion 1924), Kunstgeschichte und Medizin. 1927 kandidierte Ude mit der eigenen Liste Udeverband, Bund gegen Korruption für den österreichischen Nationalrat. Diese politische Tätigkeit wurde ihm allerdings von seinem Bischof untersagt.
Von 1936 bis 1937 lehrte Ude an der Universität Graz. Sein Lehrauftrag wurde ihm von den kirchlichen Behörden entzogen. Udes anfängliche Sympathien für den Nationalsozialismus – hervorgerufen durch die antikapitalistischen Thesen der NS-Propaganda („Brechung der Zinsknechtschaft“) – verwandelte sich durch die Ereignisse der Reichspogromnacht in eine kompromisslose Gegnerschaft. Ude verfasste am 11. November 1938 einen eindeutigen und öffentlichen Protestbrief. Darin sprach er die grausamen Verbrechen der Nazis an den jüdischen Bürgern und Bürgerinnen offen an und bezog eine klare Stellung gegen den nationalsozialistischen Staat, ohne dabei auf die Gefahr, in die er sich damit brachte, Rücksicht zu nehmen; im Protestbrief heißt es unter anderem:  „Ich verurteile die banditenartigen, im gesamten Deutschen Reich, wie es scheint, wohlorganisierten, in einer einzigen Nacht verübten Überfälle auf die jüdischen Synagogen, auf die jüdischen Zeremonienhallen und auf die jüdischen Geschäfte, die man in Brand gesteckt, zertrümmert und verunehrt hat.“ 1939 wurde er wegen des Briefes an Gauleiter Sigfried Uiberreither des Gaues verwiesen und in die Verbannung nach Grundlsee bei Bad Aussee geschickt. Es wird angenommen, dass Ude an der Ausseer Widerstandsbewegung aktiv beteiligt war. Während des Krieges schrieb er pazifistische und antimilitaristische Studien, die nach dem Krieg gesammelt und unter dem Titel Du sollst nicht töten (Udes wohl bekanntestes Buch) veröffentlicht wurden. Ude wurde 1944 verhaftet und wegen Wehrkraftzersetzung und „Feindbegünstigung“ angeklagt und zum Tode verurteilt. Der Todesstrafe entging er aufgrund Zusammenbruches des NS-Regimes 1945.
Nach dem Zweiten Weltkrieg nahm Ude eine umfangreiche Vortrags- und schriftstellerische Tätigkeit auf und setzte sich bis zu seinem Tode konsequent für die Ziele der pazifistischen Bewegung ein. Die Rückkehr an die Universität wurde ihm durch die kirchlichen Behörden verwehrt. Der Grund dafür waren seine politischen Einstellungen. 1951 kandidierte Johannes Ude für das Amt des österreichischen Bundespräsidenten – allerdings mit sehr geringem Erfolg.
Er wurde auch 26 Mal für den Friedensnobelpreis nominiert, erhielt ihn allerdings nie.

## Werk
Die Entwicklung seiner Tätigkeitsfelder beschrieb Ude folgendermaßen:
„Zuerst bekämpfte ich den Alkoholismus und Nikotinismus, dann die Unsittlichkeit, vor allem die Reglementierung der Prostitution, beschäftigte mich mit der Genuss- und Warenerzeugungsfrage, setzte mich für den Vegetarismus ein, bekämpfte den Krieg und arbeitete für den Friedensgedanken, und stemmte mich mit aller Macht gegen die politische Verderbtheit und gegen den Kapitalismus.“
Sein seelsorgerliches Ziel war es zunächst, dem Menschen zu einem naturgemäßen Leben zu verhelfen und auf Veränderung des persönlichen Lebensstils hinzuwirken. Ude lebte konsequent – was er auch von anderen forderte. Er war überzeugter Nichtraucher, Vegetarier und Totalabstinzenzler. Im Vegetarismus sah Ude zunächst die Basis einer gesellschaftlichen und volkswirtschaftlichen Gesundung sowie die Erfüllung christlicher Werte. Der Vegetarismus könne – angesichts seiner volkswirtschaftlichen Vorteile hinsichtlich Bodennutzung und der Arbeitskraft- und Zeitersparnis – einen wichtigen Beitrag zur Beseitigung des Kapitalismus leisten. Je stärker er sich jedoch mit den Wirtschaftswissenschaften beschäftigte, um so deutlicher wurde ihm, dass die Ursache des Kapitalismus tiefer liegt und nicht durch Appelle zur Verhaltensänderung zu bekämpfen ist. Durch den Volapükisten Jakob Sprenger lernte er die Freiwirtschaftsbewegung kennen, die ihn durch ihre Freigeld- und Freilandtheorie für ihre Ziele gewinnen konnte. In seinen Schriften formulierte er unter anderem: „Wer also für die ausbeutungsfreie Wirtschaft einsteht, und dafür soll doch jeder Christ einstehen, der kommt nach unserer Überzeugung um das Freigeld nicht herum.“ An anderer Stelle schrieb Ude: „Die Freiwirtschaftslehre ist also gesellschaftlich, wirtschaftlich und kulturell von geradezu grundlegender Bedeutung.“
Udes Publikationseifer, mehr noch sein legendäres Redetalent, sorgten für erhebliches Aufsehen und einen beachtlichen Bekanntheitsgrad. Sein Engagement für einen sich stetig radikalisierenden Pazifismus und Antikapitalismus erregte zunehmend das Missfallen der Kirchenhierarchie, bis es schließlich zum Bruch kam.
1962 führte er Hans-Joachim Führer, einen Sohn Silvio Gesells, zum katholischen Glauben und taufte ihn.

## Veröffentlichungen (Auswahl)

### Hauptschriften (Bücher)
- Die Erschaffung der Welt, Graz: Styria 1923, 2. Aufl., 145 S.
- Materie und Leben, Graz: Styria 1923, 2. Aufl., 145 S.
- Das Wirtschaftsideal des Volks- und Staatshaushaltes: Eine Monographie des Volks- und Staatshaushaltes vom nationalökonomisch-ethischen Standpunkt aus auf der Grundlage christlicher Lebensreform (Dissertation), Graz: Styria 1924, 530 S.
- Der ideale Staatsbürger und seine Wirtschaftsethik, Klagenfurt: W. Merkel 1928, 199 + XII S.
- Soziologie: Leitfaden der natürlich-vernünftigen Gesellschafts- und Wirtschaftslehre im Sinne der Lehre des hl. Thomas von Aquin, Schaan: Alpenland-Verlag 1931, 3. Aufl., 396 S.
- Das Geld: Sein Einfluß auf Gesellschaft, Wirtschaft und Kultur, Gams, St. Gallen: Siegfried-Verlag 1935, 278 S.

- Du sollst nicht töten!, Dornbirn: H. Mayer 1948, 423 S.

### Kurzschriften und Aufsätze

#### 1917–1938
- Alkohol und Unsittlichkeit, 6., verb. Aufl., in: Zeit- und Streitschriften, Nr. 2 (1917).
- Volk in Not! Ein offenes Wort gegen die nationale Verhetzung und gegen die Kriegshetzer, Graz, Selbstverlag 1918.
- Die Banknotenpresse und der wirtschaftliche und moralische Ruin Österreichs, Graz, Selbstverlag 1921, 23 S.
- Die Grundlagen des Wiederaufbaus der Staaten und das sozialpolitische Programm der Zukunft, Graz: Österreichs Völkerwacht, 3. verbesserte Aufl. o. J. [1925], 24 S.
- Die Verwahrlosung der Jugend: Das eheliche und uneheliche Kind vor dem Sittengesetz, Graz: Österreichs Völkerwacht, 3. Aufl., o. J. [1925], 36 S.
- Eigenheim und Eigenland für jede Familie, Graz: Österreichs Volkswacht o. J. [ca. 1925], 26 S.
- Natürliche Lebensweise oder Hungerelend, Graz: Österreichs Völkerwacht, 3. vermehrte Aufl. von „Brotnot – Milchnot – Warum?“, o. J. [1925], 26 S.
- Nieder mit dem Kapitalismus: Zins ist Diebstahl, Graz: Österreichs Völkerwacht o. J. [1925], 24 S.
- Willst du Eigenheim und Eigenland? Der Siedlungsgedanke auf versicherungstechnischer Grundlage, Graz 1925.
- Das eingekreiste Europa. Der einzige Weg zum Weltfrieden, in: De Gemeenschap [NL] 1 (1925) 6 (Juni).
- Die Lösung der sozialen Frage durch Christus (Reden und Schriften), Graz, Leipzig: L. Stocker o. J. [1926], 79 S.
- Du sollst nicht schächten! (Christentum und Schächtfrage), in: Zeitschrift für Volkssittlichkeit und Volksaufklärung, 3. Jahrgang, 1. Heft/1929.
- Vivisektion und Vivisektoren vor dem Richterstuhl des Sittengesetzes, in: Zeitschrift für Volkssittlichkeit und Volksaufklärung, (24 S.), 3. Jahrgang, 2. Heft/1929.
- Der moralische Schwachsinn, Graz: Selbstverlag o. J. [ca. 1930], 47 S.
- Eigentum – Kapitalismus – Christentum, Graz, Leipzig: L. Stocker, 1930: 47 S.
- Deutschland und der Friede, Berlin: E. Lewy 1931, 15 S., in: Die Jugendtribüne, 3. Jg., Nr. 3 (1931).
- Nationalismus, Sozialismus, Pazifismus (1933), in: Zeitschrift für Volkssittlichkeit und Volksaufklärung, Jg. 6, Heft 1/2, 88 S.
- Österreich und Deutschland: Durch die Überwindung der Wirtschaftsnot zur völkischen Wiedergeburt unseres deutschen Volkes (1933), in: Zeitschrift für Volkssittlichkeit und Volksaufklärung, Nr. 7, 31 S.
- Die große Not unserer Zeit und ihre Überwindung, Schönlinde (Tschechoslowakei): Verlag der Freiwirtschaftlichen Bewegung in der Tschechoslowakischen Republik 1934, Neuauflage nach dem Verbot und der Beschlagnahme in Österreich, 32 S.
- FFF: Geld oder Gold? (1934), in: Zeitschrift für Volkssittlichkeit und Volksaufklärung, Jg. 7, Heft 2, 45 S.
- Zweiter Offener Brief an den Duce Mussolini (1935), in: Wiler Bote.
- Prof. Dr. Ude vor Gericht: Seine Verteidigungsrede, Bern: Verlag des Pestalozzi-Fellenberg-Hauses 1935, 27 S. (in: Freiwirtschaftliche Zeitung, Schweiz).
- Gedanken zur Erneuerung des deutschen Volkes, 2. Aufl., 28 S., in: Zeitschrift für Volkssittlichkeit und Volksaufklärung, 9. Jg., 5/1936, Gams, St. Gallen: Siegfried-Verlag.
- Gesellschaft und Wirtschaft dargestellt in Leitsätzen aus „Rerum novarum“ und „Quadragesimo anno“, in: Zeitschrift für Volkssittlichkeit und Volksaufklärung, 9. Jg., Nr. 4, 1936, 47 S.
- Christentum oder Zinswirtschaft?, Bern: Verlag des Pestalozzi-Fellenberg-Hauses 1938, 57 S.
- Redeschule, Bern: Verlag des Pestalozzi-Fellenberg-Hauses, 4. Aufl. 1938, 93 S.
- Brief an den Landeshauptmann und Gauleiter Steiermark Dr. Uiberreither, 11. November 1938, Graz

#### Nach 1945
- Das Geld. Währungsfragen und Währungspfuschereien, in: Blätter für Demokratie, Politik und Wirtschaft, 1. Jg., Nr. 1, Salzburg: Friedensverlag 1946, 63 S.
- Das Recht auf Arbeit, Salzburg: Friedensverlag 1946, in: Blätter für Menschenrechte, Nr. 2, 18 S.
- Mit Christus gegen die Todesstrafe (Predigt am 13. Oktober 1946), Grundlsee: vervielfältigtes Manuskript, 3 S.
- Naturrecht, Christentum und Demokratie (1947), in: Blätter für Demokratie, Politik und Wirtschaft, Jg. 1, Nr. 3, Salzburg: Friedensverlag, 45 S.
- Das Recht auf Eigentum, Salzburg: Friedensverlag 1947, 20 S.
- Das Recht auf persönliche Freiheit, Salzburg: Friedensverlag 1947, 24 S.
- Die Soziale Planwirtschaft, Salzburg: Friedensverlag 1947, in: Blätter für Demokratie, Politik und Wirtschaft, Jg. 1, Nr. 2, 26 S.
- Die naturrechtlichen Grundlagen der Freiwirtschaftslehre (1948), in: Ifu (Hrsg.): Der Wiederaufbau des Abendlandes, Lüdenscheid: Selbstverlag 1947, S. 21–29.
- Lebensführung und Christentum, Grundlsee: Selbstverlag o. J. [ca. 1948], 16 S.
- Der Weg zum Völkerfrieden und zur Schaffung einer Weltregierung (Rede auf der ersten beratenden Versammlung des Völkerkonvents in Genf, Dezember 1950 / Januar 1951), Bad Aussee: Selbstverlag 1951, 9 S.
- Meine Botschaft an den Völkerkongreß für den Frieden in Wien, Grundlsee: Selbstverlag 1952, 8 S.
- Ich – ein Kommunist?, Grundlsee: Selbstverlag 1952, 2 S.
- Meine Botschaft an den dritten Weltreligions-Friedenskongreß 1954 in Japan, Grundlsee: Selbstverlag 1954, 22 S.
- Das staatsbürgerliche Recht der Wehrdienstverweigerung. Der Friede und der Weg zum Frieden. Zwei Reden, gehalten auf dem Bundestag der Deutschen Friedensgesellschaft im Oktober 1956 in Heidelberg.
- Suezkanalproblem oder Weltproblem Hunger – was ist wichtiger?, Mattighofen: A. Aumayer 1956, 19 S.
- Vom fünften Gebot Gottes bis zum erzwungenen Wehrdienst, Wien: Sensen-Verlag 1956, 16 S.
- Christliche Moraltheologen als Helfershelfer des Kapitalismus: Ein Schulbeispiel kapitalistischer Ausbeuterwirtschaft, Brüggen (Niederrhein): Naturschutz-Verlag 1957, 24 S.
- Atomare Götzendämmerung – Der Tag X. Metanoéite: Ein SOS-Ruf an die gesamte Menschheit, Grundlsee: Selbstverlag 1958, 20 S.
- Das Verbrechen der atomaren Aufrüstung und des Atomkrieges (Vortrag am 25. Juni 1958), Graz: vervielfältigtes Manuskript 1958, 20 S.
- Katholischer Arbeiter schreibt an Papst Pius XII. in: Der Rundblick, 8/1958.
- Natur, Pflanze, Tier und Mensch gemäß göttlicher Ordnung: Eine kurze Betrachtung des Weltalls mit besonderer Berücksichtigung der Pflichten des Menschen gegenüber seiner gesamten Umwelt, Grundlsee: Selbstverlag 1958, 42 S.
- Befehl ist Befehl – oder?, Grundlsee: Selbstverlag 1959, 14 S.
- Völlige Abrüstung zum Besten der Menschheit. Ein Rundfunkvortrag. Selbstverlag 1959, 8 S.
- Das Tier als Teil der Schöpfung, Grundlsee: Selbstverlag 1960, 36 S.
- Drei SOS-Rufe!, Grundlsee: Selbstverlag o. J. [ca. 1960], 31 S.
- Botschaft an sämtliche der „Union Deutscher Friedensverbände“ angehörenden Friedensfreunde, Grundlsee: Selbstverlag 1961, 16 S.
- Offener SOS-Ruf. An die gesamte Wiener Bevölkerung, gleichzeitig aber auch gerichtet an die Bevölkerung aller Orte in der ganzen Welt, in denen bereits Atomreaktoren errichtet sind, oder gerade errichtet werden, Grundlsee 1961.
- Atomwissenschaft, Atomwissenschafter und deren Anhang vor dem Richterstuhl des Sittengesetzes (Offener Brief an Fritz Regler), Grundlsee: Selbstverlag 1962, 96 S.
- „Bewaffnete“ oder „unbewaffnete“ Neutralität?, Grundlsee: Selbstverlag 1962, 10 S.
- Das Gebot „Du sollst nicht töten“ gilt ausnahmslos, Grundlsee: Selbstverlag 1962, 29 S.
- Dienet einander: Offener SOS-Ruf an alle, ob Christen oder Nichtchristen, Grundlsee: Selbstverlag 1962, 16 S.
- Mörder unter uns!, Grundlsee: Selbstverlag 1963, 37 S.
- Staat – Kirche – Christentum – Einzelmensch und deren Verhältnis zueinander, Grundlsee: Selbstverlag 1963, 48 S.
- Christ oder Antichrist: Entweder Christus oder Atombombe!, Grundlsee: Selbstverlag 1964, 62 S.
- Wir wissen, um zu wollen (mit einem Anhang „Die sittliche Verwerflichkeit des Duells und der Mensur“), Grundlsee: Selbstverlag 1964, 34 S.
- Willst Du gesund sein?, Winterthur: DLZ 1976, 59 S.
- Gegen Atom-Dämonie, für Besinnung. Wien: Wiener Kath. Akad. 1983, 14 S.

## Würdigungen
- In Graz wurde eine Straße, die Dr.-Johannes-Ude-Gasse, nach ihm benannt.[9]